# Lista șefilor-rabini ai Cultului Mozaic din România
Aceasta este lista șefilor-rabini ai Cultului Mozaic din România:
- Iacob Ițhak Niemirower (1921-1939)
- Alexandru Șafran (1939 – 1948)
- Moses Rosen (1948 – 1994)
- Yehezkel Mark (rabin al comunității din București cu jurisdicție și pentru celelalte comunități din țară 1995-1997)
- Menachem Hacohen (Mare Rabin al comunităților evreiești din România 1997-2011)
- Shlomo Sorin Rosen (Prim-Rabin 2007-2011)
- Rafael Shaffer (rabin al comunității din București din 2011, Prim-Rabin al comunităților evreiești din România din 2017)[1][2][3]